# Contea di Pyrenees
La contea di Pyrenees è una local government area che si trova nello Stato di Victoria. Si estende su una superficie di 3.433 chilometri quadrati e ha una popolazione di 6.669 abitanti. La sede del consiglio si trova a Pyrenees.